# 本田正樹
本田 正樹（ほんだ まさき）は、日本のソングライター、編曲家。ドリームモンスター所属。

## 略歴
デザイナー（印刷&Web）・作曲家。幼少にヴァイオリン、中学でギター、高校でバンドや作曲、美大でジャズに取り組むも、音楽の道は目指さず、デザイン会社に就職。後にグラフィックデザイナーとして独立。その間、独学で継続していた作曲活動を徐々に仕事化し、現在に至る。コンセプトが明快でわかりやすくキャッチーな楽曲づくりを心がけている。

## 提供作品
- AKB48
  - 「大騒ぎ天国」（作曲）

- NGT48
  - 「自然渋滞」（作曲・編曲）

- 乃木坂46
  - 「銭湯ラプソディー」（作曲・編曲）
  - 「サルビアの花を覚えているかい?」（作曲・編曲）

- 櫻坂46
  - 「Anthem time」（作曲・編曲）

- ≒JOY
  - 「ピーチティーとピーチパイ」（作曲）

- 超特急
  - 「SEVENTH HEAVEN」（共作詞・共作曲）

- 河西智美
  - 「ぎゅっと!」（作曲）

- 小倉唯
  - 「Hop Step Jump!」（作曲・編曲）
  - 「Very Merry Happy Christmas」（作曲・編曲）
  - 「Lovely Happily Shiny Days」（作曲・編曲[2]）
  - 「So☆Lucky」（作曲・編曲）

- 石原夏織
  - 「You＆I」（作曲）

- 水瀬いのり
  - 「Kitty Cat Adventure」（作曲）

- 祭nine.
  - 「みらい結び」（作曲）

- LAVILITH（相沢梨紗・桜野羽咲）
  - 「スバラシキセカイ」（作曲・編曲）

- SPL∞ASH
  - 「デート in the スタジアム」（作詞・作曲・編曲）

- モモカ＆リン（magical2）
  - 「最強友情girl」（作詞・作曲・編曲）

- 『Tokyo 7th シスターズ』（Masaki Honda名義）
  - The QUEEN of PURPLE
    - 「TRIGGER」（作曲）
    - 「R.B.E.」（作曲・編曲）

  - 4U
    - 「Lucky☆Lucky」（作曲）
    - 「ROCKな☆アタシ」（作曲・編曲）

  - Ci+LUS
    - 「シトラスは片想い」（作曲・共編曲）
    - 「TRICK」（作曲・編曲）

  - はる☆ジカ（ちいさな）
    - 「SHAKE!!～フリフリしちゃえ～」（作曲・編曲）

- TVアニメ『冴えない彼女の育てかた♭』
  - 妄想キャリブレーション
    - 「桜色ダイアリー」（EDテーマ、作曲・編曲）

- 『窮豪旅遊記』
  - 妄想キャリブレーション
    - 「旅は君連れ世は情け」（作曲・編曲）

- TVアニメ『信長の忍び～姉川・石山篇～』
  - VALSHE
    - 「追想の理」（OPテーマ、作曲・編曲）

- TVアニメ『アニマエール!』
  - 神ノ木高校チアリーディング部
    - 「One for All」（EDテーマ、共作詞・作曲・編曲）

- TVアニメ『SSSS.GRIDMAN』
  - 内海将（CV.斉藤壮馬）
    - 「ウルトラセオリー」（作曲・編曲）

- TVアニメ『五等分の花嫁』
  - 中野二乃（CV.竹達彩奈）
    - 「アイツとキミ～二度とない運命～」（作曲・編曲）

- TVアニメ『ぼくたちは勉強ができない!』
  - halca
    - 「放課後のリバティ」（2期EDテーマ、作曲・編曲）

- アプリゲーム『デジモン:相遇』
  - 鈴木このみ
    - 「Sparking light」（作詞・作曲・編曲）

- 映画『覆面系ノイズ』
  - in NO hurry to shout
    - 「カナリヤ」（共作詞・作曲・共編曲）

- 映画『明治東亰恋伽』
  - KENN
    - 「彼ハ誰ノ空」（主題歌、作曲・編曲）

- あんさんぶるスターズ!!ESアイドルソング
  - Double Face（三毛縞斑、桜河こはく）
    - 「=EYE=」（作曲）